# Praseodym(IV)-fluorid
Praseodym(IV)-fluorid (auch Praseodymtetrafluorid) ist eine chemische Verbindung des Praseodyms aus der Gruppe der Fluoride mit der Summenformel PrF4.

## Eigenschaften
Praseodym(IV)-fluorid ist ein cremefarbener Feststoff, der sich bei 90 °C zersetzt. Die Kristallstruktur ist antikubisch und dem UF4 isomorph.

## Reaktionen
Aufgrund des hohen Normalpotentials der vierwertigen Praseodym-Kationen (Pr3+/Pr4+: +3,2 V) zersetzt sich Praseodym(IV)-fluorid in Wasser unter O2-Entwicklung.